# Anciennes glacières royales
Les Anciennes glacières royales, chaussée de Wavre 1013-1015 à Auderghem (Région bruxelloise), furent construites en 1875 et 1894 par Jean-Philippe Sommereyns. La croissance de la ville accrut les besoins de glace pour la conservation de la nourriture, et de ce fait les besoins en glacières. Celles-ci cessèrent d'être utilisées après la Première Guerre mondiale.

## Histoire
La croissance de Bruxelles initiée par Léopold II entraîna celle d'Auderghem. La grande Brasserie de la Chasse Royale, située dans le quartier de la Chasse, avait un grand besoin d'espaces réfrigérés, ce qui décida en 1875 la famille Sommereyns à ouvrir à proximité une glacière attenante à une fabrique de glace qu'elle appela Glacières Royales. Une deuxième fabrique et sa glacière s'y ajoutèrent en 1894.
L'arrivée de réfrigérateurs privés après la première guerre mondiale sonna le glas des fabriques de glace : le bâtiment devint une champignonnière tandis que la fabrique fut convertie en commerce de charbon. Après la Seconde Guerre mondiale, le bien fut repris par un garagiste qui fit des caves une décharge.
En 1986, la Vrije Universiteit Brussel se porta acquéreur du bien, avant de découvrir qu'il s'agissait d'une ancienne glacière tombée dans l'oubli. La procédure de classement fut mise en route le 24 avril 1987 et aboutit finalement le 13 mai 1993.